# Inaba Ruka
Inaba Ruka (稲場 るか (Đạo-Trường Lưu-Hoa) 8 tháng 1 năm 2000 -) là một cựu nữ diễn viên khiêu dâm  người Nhật Bản. Cô sinh ra tại Tokyo. Cô thuộc về công ti All Pro.

## Sự nghiệp
Tháng 3/2019, cô ra mắt ngành phim khiêu dâm với tư cách là nữ diễn viên độc quyền của E-BODY. Ngày 13/5, cô rời hợp đồng độc quyền và trở thành nữ diễn viên tự do.
Tháng 3/2020, cô đã chuyển công ti chủ quản từ C-more Entertainment sang All Pro.
Cô đã xếp thứ 2 trong hạng mục Nữ diễn viên trong thông cáo hàng tháng của FANZA "Diễn viên khiêu dâm này thật tuyệt! mùa đông 2020". Vào tháng 12, cô xếp thứ 31 trong bảng "FLASH 2020 BEST100 diễn viên đang hoạt động gợi cảm nhất" được bầu chọn bởi độc giả".
Tháng 2/2021, cô xếp thứ 7 trong chương trình "Loạt câu hỏi cho nữ diễn viên khiêu dâm muốn nhận sô cô la của ngày Valentine!" của GeoTV. Ngày 10/7 cùng năm, cô đã xuất hiện công khai lần đầu với tư cách là người phụ trách tại sự kiện chương trình hài trực tiếp "Baruka Yose" tổ chức tại Asagaya Loft A. Vào tháng 8, cô xếp thứ 31 trong "Bảng xếp hạng FLASH 2021 diễn viên nữ gợi cảm chọn bởi 300 độc giả". Vào tháng 9, cô được chỉ định làm nữ diễn viên đại diện cho chiến dịch Triple HAPPY 2021.
7/1/2022, cô thông báo sẽ tạm ngưng hoạt động từ tháng 2 cùng năm. Cô dự kiến sẽ trở lại ngành, và được sắp xếp trở lại ngành sớm nhất vào tháng 4.
3/10/2022, cô đã đăng trên note rằng cô sẽ dừng các hoạt động dưới tên Inaba Ruka, mặc dù trước đó đã dự kiến trở lại hoạt động.
24/4/2023, cô đã cập nhật trên Twitter rằng sẽ hoạt động trở lại trên Twitter và Instagram. Ngày 1/6 cùng năm, cô đã tweet rằng cô lo ngại về việc trở lại ngành phim khiêu dâm vì luật phim khiêu dâm mới, mà trước đó luật này đã trở thành chủ đề được bàn tán.
22/5/2023, phim của cô "BAZOOKA khuyến mãi lớn phim hay với ngực lớn và gay cấn nhất bản giới hạn không cắt của mùa đông dành cho người hâm mộ dài 2749 phút" (BAZOOKA 冬の大感謝セール コスパ最強ノーカットベスト爆乳限定2749分) (BAZOOKA) đã xếp thứ nhất trên bảng xếp hạng sàn video FANZA hàng tuần. Mặc dù đã nghỉ việc, cô đã trở lại vị trí thứ 7 trên bảng xếp hạng nữ diễn viên khiêu dâm hàng tháng của sàn video FANZA tháng 9/2023.

## Đời tư
- Sở thích và kĩ năng đặc biệt của cô là diễn hài và nhảy múa.[2]
- Cô là một kyonyū ngực cỡ Cup H, và ngực của cô có hình "giọt nước".[18]
- Lí do cô vào ngành phim khiêu dâm là cô "nghĩ rằng sẽ thú vị khi quan hệ tình dục nơi công cộng và được quay lại do đó là một hành động khác thường".[19]
- Nhà văn phim khiêu dâm Honzue Hisao đã miêu tả cô rằng "Cô ấy có khuôn mặt trẻ con và có thể đóng vai một người em gái, và cơ thể nóng bỏng của cô có thể giúp cô đóng các vai dâm đãng",[20] và nhà văn phim khiêu dâm Kochi Katsutoshi đã nói rằng "Nếu có cô trên bìa, sản phẩm nào cũng sẽ bán đắt với bộ ngực bán chạy nhất ngành phim khiêu dâm này".[20]